# Skała za Boiskiem
Skała za Boiskiem – mur skalny w miejscowości Podzamcze w województwie śląskim, w powiecie zawierciańskim, w gminie Ogrodzieniec. Znajduje się w lesie, w odległości około 500 m na południowy wschód od Zamku Ogrodzieniec, na wschodnim skraju prostokątnej polany. Obok niej prowadzi czerwony szlak turystyczny.  
Skała za Boiskiem to zbudowany ze skał wapiennych ostaniec wierzchowinowy o silnie skruszałych ścianach. Nie zainteresowała wspinaczy skalnych, ale tuż za nią w kierunku północnym znajduje się bardzo popularna skała wspinaczkowa Gołębnik.

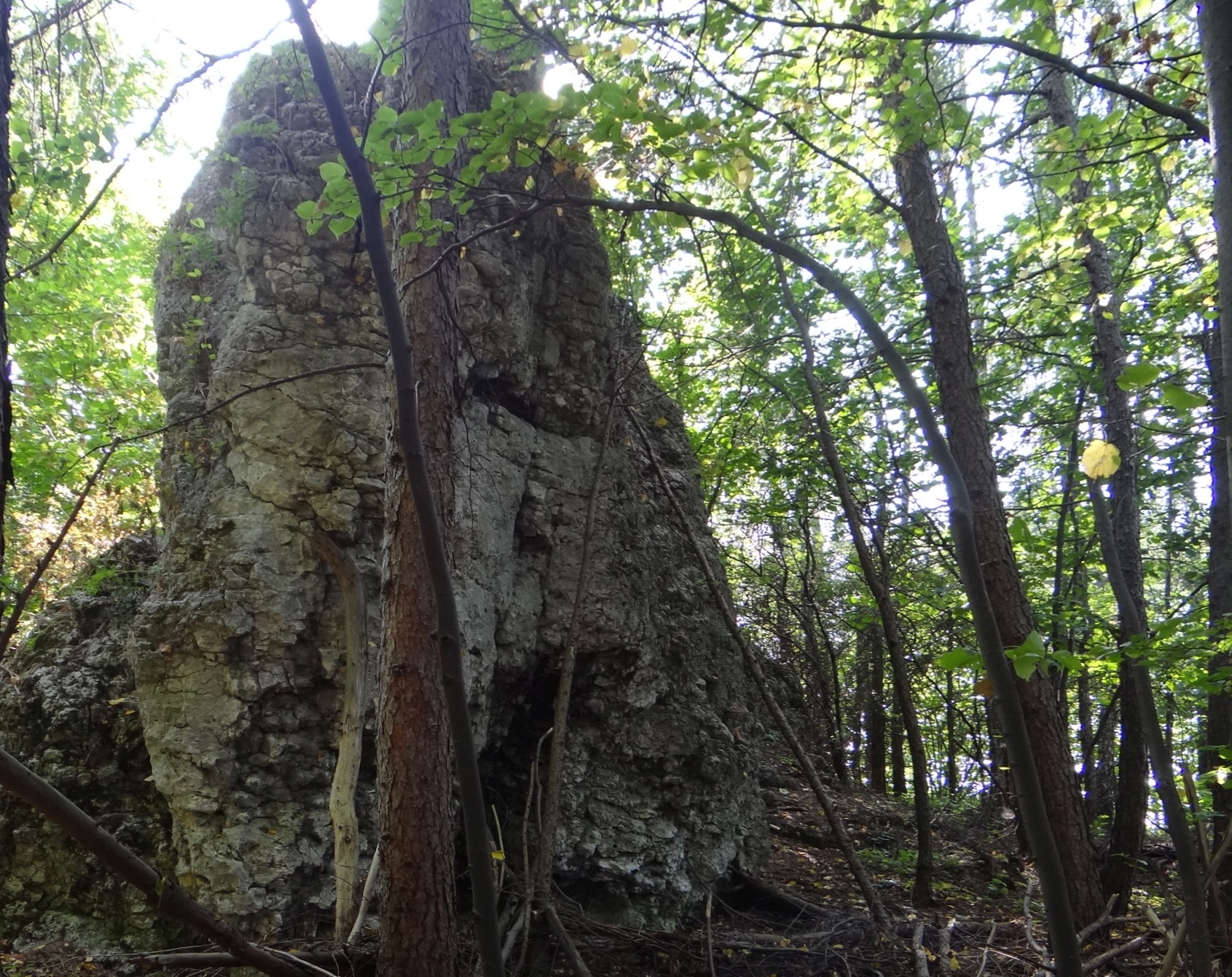
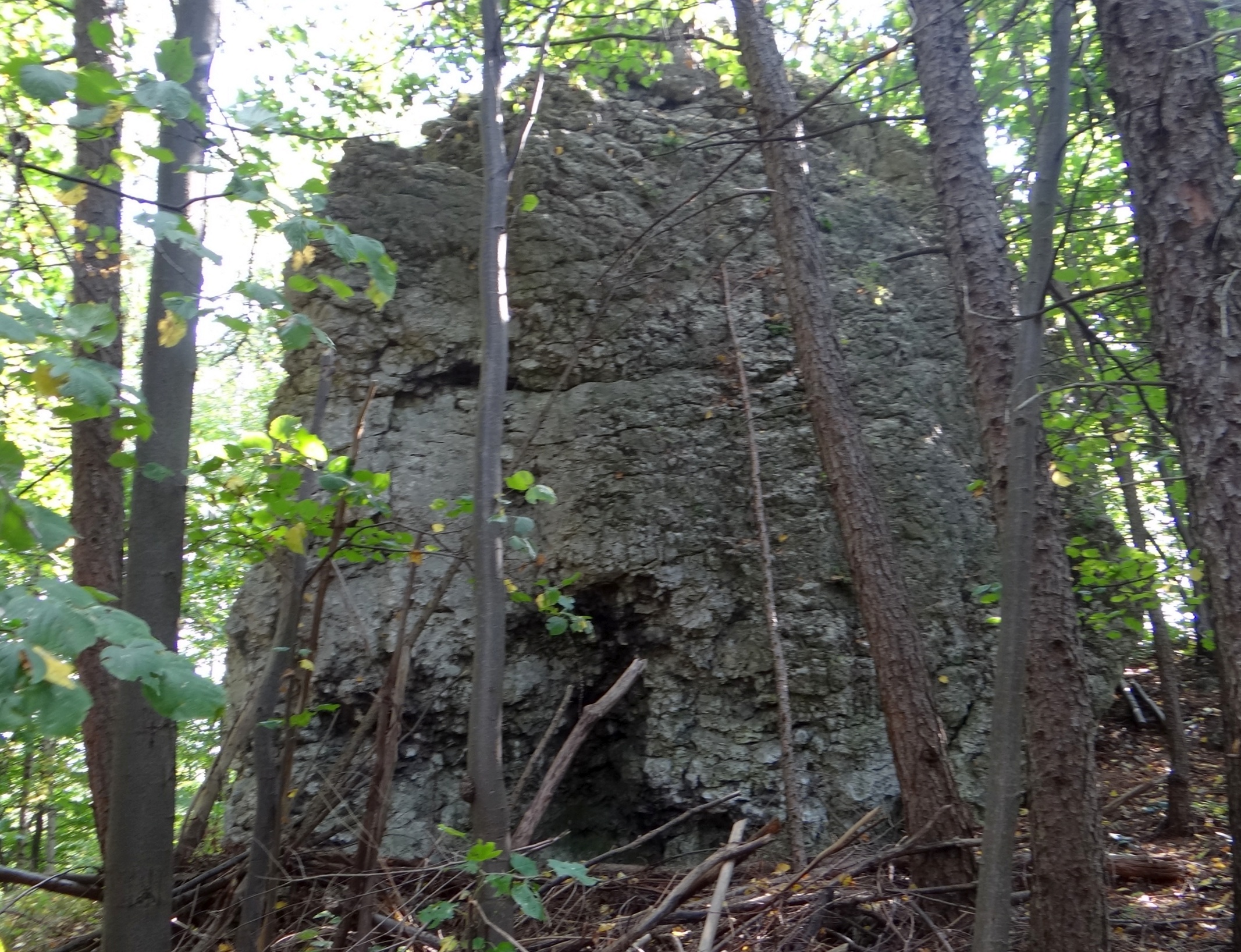
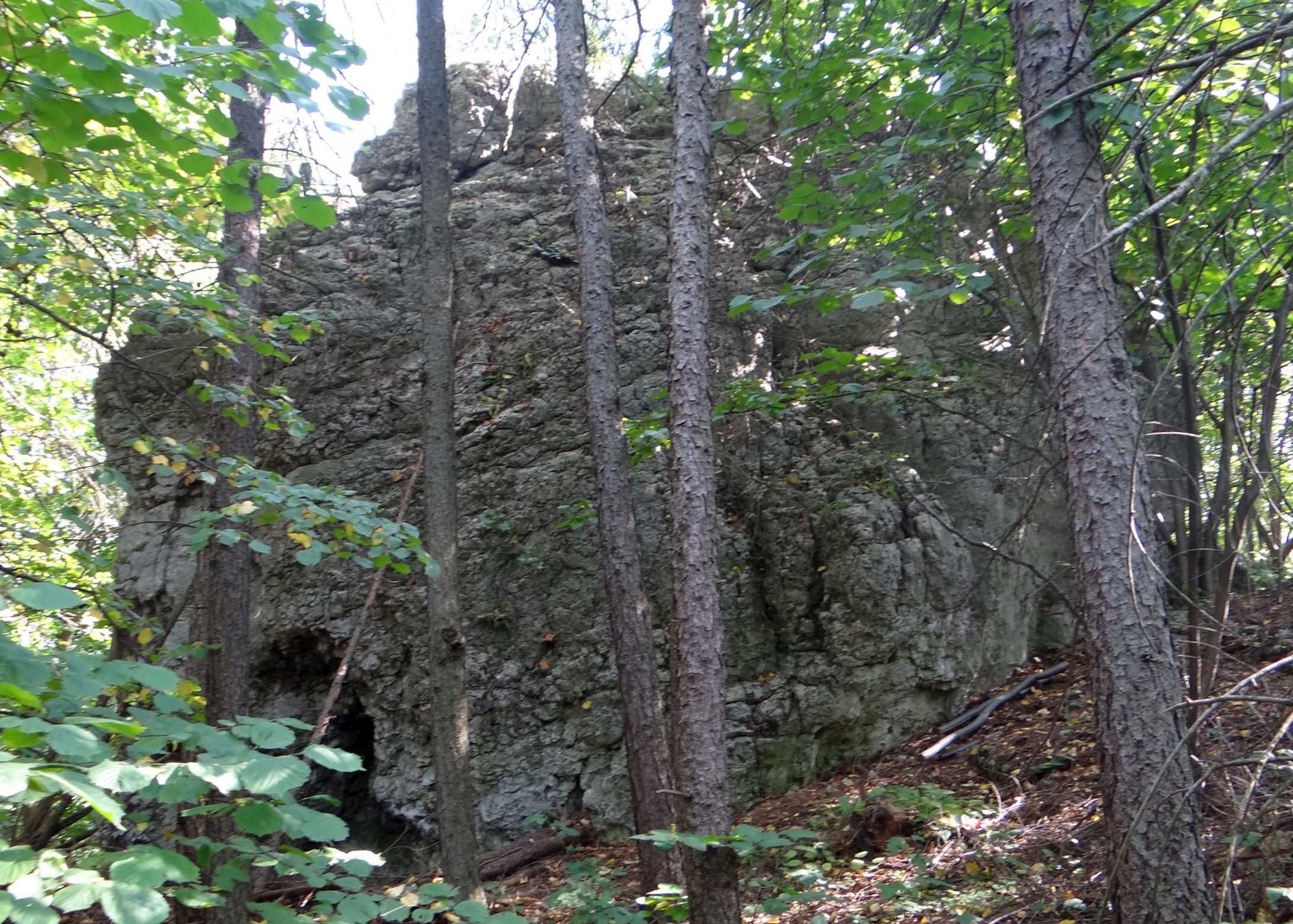